# Kamacit
Kamacit je zlitina železa in niklja, ki se na Zemlji pojavlja samo v meteoritih. Razmerje med železom in nikljem je od 90:10 do  95:5. V njem so lahko tudi majhne količine drugih elementov, kot sta kobalt in ogljik. Mineral je sive barve s kovinskim leskom. Kolje se slabo, čeprav ima kubično-heksoktaedrično kristalno strukturo. Njegova gostota je približno 8 g/cm³, trdota po Mohsovi lestvici pa 4. 
Ime, ki izvira iz grškega izraza κάμαζ [kámask] – letva ali tram, je dobil leta 1861. Je glavna sestavina kovinskih meteoritov (oktaedritov in heksaedritov). V oktaedritih se nahaja v pasovih, ki se prepletajo s taenitom in tvorijo  Widmanstättenove vzorce. V heksaedritih so pogosto vidne drobne vzporedne črte, imenovane Neumannove črte, ki dokazujejo strukturno deformacijo sosednjih kamacitnih plošč zaradi udarca pri padcu.
Kamacit je pogosto tako pomešan s taenitom, da ju je s prostim očesom težko razločiti. Zmes obeh mineralov tvori plesit. Največji dokumentirani kristal kamacita meri 92×54×23 cm.